# Слободзия-Кремень
Слободзия-Кремень, Слобозия-Кремене (рум. Slobozia-Cremene) — село в Сорокском районе Молдавии. Наряду с сёлами Воронково и Слободзия-Воронково входит в состав коммуны Воронково.

## География
Село расположено на высоте 95 метров над уровнем моря.

## Население
По данным переписи населения 2004 года, в селе Слобозия-Кремене проживает 2655 человек (1285 мужчин, 1370 женщин).
Этнический состав села:
| Национальность | Число жителей | Процентный состав |
| -------------- | ------------- | ----------------- |
| молдаване      | 1438          | 54.16             |
| румыны         | 14            | 0.53              |
| украинцы       | 7             | 0.26              |
| русские        | 2             | 0.08              |
| Всего          | 2655          | 100%              |